# Atrybucje w służbie ego
Atrybucje w służbie ego – w psychologii rodzaj atrybucji będących jednocześnie mechanizmami obronnymi, w taki sposób fałszujących interpretację rzeczywistości, aby dana osoba mogła wzmocnić swoją samoocenę.
Na ogół polega to na nadmiernym i niezgodnym z rzeczywistością upatrywaniu w sobie przyczyn sukcesów, a w innych ludziach i zewnętrznej sytuacji, przyczyn porażek.